# Рудолф Либих
Рудолф Либих е австрийски и български фотограф.

## Биография
Роден в село Сучава, област Буковина, тогава в пределите на Австрийската империя. Получава фотографско образование във Виена. Участва в боевете при обсадата на Плевен. След Освобождението, заедно със сънародника си Вейднер, е музикант в Търново, свири на цигулка. През 1879 г. откриват фотографско ателие в града. През 1880 г. се установява в Русе, където създава собствено фотографско ателие. в края на 1890-те години прави по-модерно фотографско ателие, в което има възможност и за постановъчна фотография. Снима народни обичаи, празненства, носии, исторически местности и природни забележителности. Автор е на голям брой панорамни снимки на Русе. През 1892 г. оформя със собствени фотографии Русенската палата на Първото българско изложение в Пловдив. Награден е със сребърен медал и грамота. Получава и златен медал от Световното изложение в Брюксел.
Умира на 28 януари 1912 г.

### Семейство
през 1881 г. се жени за австрийката Елена Кюскалд, от която има двама сина – Емил и Ото, и две дъщери – Аурелия (Златка) и Олга. Негов внук е пианиста Ото Либих.